# Liste des maires d'Ussel (Corrèze)
Cet article dresse une liste par ordre de mandat des maires d'Ussel.

## Liste des maires
| Nom           | Nom                                | Période                          | Parti               | Notes |
| XVIIIe siècle | XVIIIe siècle                      | XVIIIe siècle                    | XVIIIe siècle       | XVIIIe siècle |
| ------------- | ---------------------------------- | -------------------------------- | ------------------- | --- |
|               | Jean-Baptiste Delmas de La Rebière | 1776 - 1780                      |                     | Magistrat, archéologue et historien |
|               | Jean-Hyacinthe d'Ussel             | 1790 - 1791                      |                     | Page de Louis XV, militaire, premier maire d’Ussel élu |
|               | Firmin Barbier                     |                                  |                     | |
|               | Jean-Baptiste Lignareix            |                                  |                     | |
|               | Guillaume Démichel                 | 1792 - ???                       |                     | |
|               | Jean-Antoine Darmazid              |                                  |                     | |
| XIXe siècle   |                                    |                                  |                     | |
|               | Antoine Lacombe de Lamazière       | 1800 - 1er janvier 1808          |                     | |
|               |                                    |                                  |                     | |
|               | Antoine Lamazière                  | 1er janvier 1813 - 15 mars 1821  |                     | |
|               |                                    |                                  |                     | |
|               | Antoine de Toulzac                 |                                  |                     | Maire en 1835 |
|               |                                    |                                  |                     | |
|               | Léonard Redon                      | ??? - février 1843               | Orléanisme          | Conseiller général du canton d'Ussel (1842 → 1852) Président du conseil général de la Corrèze (1849 → 1850) |
|               | Martial Badour                     | 19 février 1843 - 10 mars 1848   |                     | Avocat Conseiller d'arrondissement d'Ussel (1833 → 1858) Président du conseil d'arrondissement |
|               | Émile Linarix                      | 10 mars 1848 - 16 octobre 1850   |                     | Avocat |
|               | Antoine Choriol                    | 1850 - 1851                      |                     | Avocat |
|               | Eugène Desortiaux                  | 1851 - 1854                      |                     | Médecin |
|               |                                    |                                  |                     | |
|               | Gustave Treich-Laplène             | 1860 - 1870                      |                     | Notaire Père de Marcel Treich-Laplène |
|               |                                    |                                  |                     | |
|               | Louis Laumond                      | ??? - 18 mai 1884                | Gauche républicaine | Avocat Député de la Corrèze (1876 → 1881) Conseiller général du canton de Bugeat (1878 → 1883) |
|               | Jean-Baptiste Puivarge             | ???                              | Républicain         | Conseiller d'arrondissement d'Ussel (en 1886) |
|               | Étienne Brindel                    | 1892 - 1903                      | Républicain         | Conseiller général du canton d'Ussel (1889 → 1907) |
| XXe siècle    |                                    |                                  |                     | |
|               | Alphonse Chabrat                   | ???                              | Rad. indé.          | Conseiller général du canton d'Ussel (1907 → 1919) |
|               | François Var                       | 1er décembre 1934 - 21 mars 1965 | SFIO                | Député de la 3e circonscription de la Corrèze (1958 → 1967) Conseiller général du Canton d'Ussel (1937 → 1967) |
|               | Henri Belcour                      | 21 mars 1965 - 18 mars 2001      | UDR puis RPR        | Sénateur de la Corrèze (1980 → 1998) Député de la 3e circonscription de la Corrèze Conseiller général du canton d'Ussel puis d'Ussel-Est (1967 → 1998)                                                                       |
| XXIe siècle   |                                    |                                  |                     | |
|               | Laurent Chastagnol                 | 18 mars 2001 - 16 mars 2008      | RPR puis UMP        | Professeur de lettres Président de la CC Ussel-Meymac-Haute-Corrèze (2003 → 2008) Conseiller régional du Limousin (2004 → 2010)                                                                                              |
|               | Martine Leclerc                    | 16 mars 2008 - 6 avril 2014      | PS                  | Conseillère générale du Canton d'Ussel-Ouest (2004 → 2011) 2e Vice-présidente du Conseil général de la Corrèze (2008 → 2011) Conseillère régionale du Limousin (2004 → 2010)                                                 |
|               | Christophe Arfeuillère             | Depuis le 6 avril 2014           | UMP puis LR         | Maire délégué de La Tourette (2001 → 2014) Conseiller général du Canton d'Ussel-Ouest (2011 → 2015) Conseiller départemental du Canton d'Ussel (2015 → ) 1er Vice-président du Conseil départemental de la Corrèze (2015 → ) |

## Conseil municipal actuel
Les 29 sièges composant le conseil municipal d'Ussel ont été pourvus le 5 juillet 2020 à l'issue du second tour. Actuellement, il est réparti comme suit :

## Résultats des élections municipales

### Élection municipale de 2020
|                          |                          |                          |              |              |             |             |        |        |  |
| Tête de liste            | Tête de liste            | Liste                    | Premier tour | Premier tour | Second tour | Second tour | Sièges | Sièges |  |
| Tête de liste            | Tête de liste            | Liste                    | Voix         | %            | Voix        | %           | CM     | CC     |  |
|                          | Christophe Arfeuillère * | LR                       | 1 699        | 48,22        | 1 965       | 55,25       | 23     | 17     |  |
| Ussel notre ville        |                          |                          | 1 699        | 48,22        | 1 965       | 55,25       | 23     | 17     |  |
|                          | Pierrick Cronnier        | PS-PCF                   | 1 284        | 36,44        | 1 591       | 44,74       | 6      | 4      |  |
| Ussel au cœur            |                          |                          | 1 284        | 36,44        | 1 591       | 44,74       | 6      | 4      |  |
|                          | Françoise Béziat         | LR diss.                 | 540          | 15,32        | Retrait     | Retrait     | 0      | 0      |  |
| Mieux vivre à Ussel      |                          |                          | 540          | 15,32        | Retrait     | Retrait     | 0      | 0      |  |
|                          |                          |                          |              |              |             |             |        |        |  |
| Votes valides            | Votes valides            | Votes valides            | 3 523        | 96,97        | 3 556       | 96,89       |        |        |  |
| Votes blancs             | Votes blancs             | Votes blancs             | 30           | 0,83         | 44          | 1,20        |        |        |  |
| Votes nuls               | Votes nuls               | Votes nuls               | 80           | 2,20         | 70          | 1,91        |        |        |  |
| Total                    | Total                    | Total                    | 3 633        | 100          | 3 670       | 100         | 29     | 21     |  |
| Abstention               | Abstention               | Abstention               | 2 930        | 44,64        | 2 902       | 44,16       |        |        |  |
| Inscrits / participation | Inscrits / participation | Inscrits / participation | 6 563        | 55,36        | 6 572       | 55,84       |        |        |  |
| * Liste du maire sortant |                          |                          |              |              |             |             |        |        |  |

### Élection municipale de 2014
| Tête de liste            | Tête de liste            | Liste                    | Premier tour | Premier tour | Second tour | Second tour | Sièges | Sièges |
| Tête de liste            | Tête de liste            | Liste                    | Voix         | %            | Voix        | %           | CM     | CC     |
| ------------------------ | ------------------------ | ------------------------ | ------------ | ------------ | ----------- | ----------- | ------ | ------ |
|                          | Christophe Arfeuillère   | UMP                      | 1 931        | 40,47        | 2 898       | 60,89       | 24     | 18     |
| Ussel demain             |                          |                          | 1 931        | 40,47        | 2 898       | 60,89       | 24     | 18     |
|                          | Martine Leclerc *        | PS-PCF                   | 1 622        | 33,99        | 1 861       | 39,10       | 5      | 4      |
| Gauche rassemblée        |                          |                          | 1 622        | 33,99        | 1 861       | 39,10       | 5      | 4      |
|                          | Daniel Delpy             | DVD                      | 1218         | 25,52        | Retrait     | Retrait     | 0      | 0      |
| Ensemble pour Ussel      |                          |                          | 1218         | 25,52        | Retrait     | Retrait     | 0      | 0      |
|                          |                          |                          |              |              |             |             |        |        |
| Votes valides            | Votes valides            | Votes valides            | 4 771        | 95,15        | 4 759       | 95,95       |        |        |
| Votes blancs ou nuls     | Votes blancs ou nuls     | Votes blancs ou nuls     | 243          | 4,85         | 201         | 4,05        |        |        |
| Total                    | Total                    | Total                    | 5 014        | 100          | 4 960       | 100         | 29     | 21     |
| Abstention               | Abstention               | Abstention               | 1 750        | 25,87        | 1 804       | 26,67       |        |        |
| Inscrits / participation | Inscrits / participation | Inscrits / participation | 6 764        | 74,13        | 6 764       | 73,33       |        |        |
| * Liste du maire sortant |                          |                          |              |              |             |             |        |        |